# 코리아연방공화국
코리아연방공화국은 민주노동당에서 방안을 한 한반도의 통일 국가 관련 등에 대한 비전으로 2007년 17대 대통령 선거중 권영길 후보는 2010년에 코리아연방공화국을 출범시킬 것이라고 천명하였다. 민주노동당의 후신인 통합진보당은 이정희 대한민국 제18대 대통령 통합진보당 후보로 '상상하라 코리아연방'를 대선 슬로건 중 하나로 내세워, 구당권파 특유의 자주적 성향의 운동권 특색을 보여주는 정책 중 하나가 되었다. 코리아연방공화국은 북한에서 주장하던 고려민주연방공화국과 이름이 거의 비슷하고 연방제라는 방식에서 고려연방과 공통점이 있어 종북적 정책이라는 비판을 받고 있다.

## 3단계의 이행 과제
1. 준비 단계
통일정상회담 정례화, 총리급 회담 정례화, 남북제정당사회단체연석회의 등 제도적 기틀 마련을 통한 통일국가의 모습에 남과 북이 합의
남북미중 한반도 평화협정 체결, 한반도 비핵지대화, 남북 상호군축 등을 실현
2. '코리아연방공화국'이 출범 (2010년) 
의회인 '전민족대표자회의'를 남북 동수 구성
행정부인 '상설통일위원회'를 구성 남북정상이 공동의장으로 겸직
3. 완결적 통일국가 수립 (2013년)
국방, 외교 업무 등이 중앙정부로 이관
'전민족대표자회의'는 '최고연방회의'로 전환
각 지역정부를 대내외적으로 대표하는 연방정부로 전환해 통일국가를 운영

## 같이 보기
- 한반도
- 고려민주연방공화국안